# Hans-Joachim Marseille
Hans-Joachim Marseille (Berlijn, 13 december 1919 - Sidi Abdel Rahman (Egypte), 30 september 1942) was een Duitse gevechtspiloot uit de Tweede Wereldoorlog. Hij wordt door veel historici en luchtvaartdeskundigen gezien als de beste gevechtspiloot aller tijden. Hij schoot tijdens de oorlog 158 vliegtuigen neer en werd onderscheiden met het Ridderkruis van het IJzeren Kruis met Eikenloof, Zwaarden en Briljanten, de hoogste Duitse militaire onderscheiding. Marseille had als bijnaam de Ster van Afrika, omdat hij vrijwel al zijn overwinningen behaalde boven de woestijn van Noord-Afrika.

## Begin
Hans-Joachim Marseille werd geboren als kind van Siegfried Georg Martin Marseille en Charlotte Marie Johanna Pauline Gertrud Riemer. Zijn vader stamde af van Franse hugenoten. Hij was al op jonge leeftijd geobsedeerd door luchtvaart en in 1937 meldde hij zich, op de leeftijd van achttien jaar, aan als vrijwilliger bij de Luftwaffe.
In juni 1940 kwam Marseille voor het eerst in actie toen hij met zijn vliegtuig, een Messerschmitt BF 109, Duitse bommenwerpers moest escorteren die de Britse vliegvelden moesten bombarderen. Tijdens deze escortevluchten wist Marseille zeven Engelse jagers neer te schieten. Een keer werd Marseilles vliegtuig boven Engeland in brand geschoten. Marseille besefte dat wanneer hij zijn vliegtuig per parachute zou verlaten, hij gevangen zou worden genomen. Marseille nam een groot risico en vloog, met gevaar voor eigen leven, met een brandende motor naar Frankrijk. In Frankrijk maakte Marseille een buiklanding waarbij hij slechts lichtgewond raakte.
Tijdens deze zelfde periode ontstond bij de Duitse officieren een grote ergernis over Marseille: hij was roekeloos, eigenwijs, brutaal, arrogant en had geen respect voor het leidinggevend personeel. Ook stond Marseille bekend als een fanatiek vrouwenversierder, gretig alcoholgebruiker en een echte rebel: hij droeg lang haar terwijl het verplicht was kort achterover gekamd haar te hebben. Hij scheurde met raceauto's over het vliegveld en vond het leuk om hoge officieren op een humoristische manier in de maling te nemen. Bovendien luisterde hij naar Amerikaanse jazz, muziek die door Hitler was verboden.
Marseilles gedrag was zó storend dat de luchtmachtleiding hem zelfs wilde ontslaan, ware het niet dat Marseilles talent en moed hem onmisbaar maakten voor de Luftwaffe. De luchtmachtleiding besloot hem hierop naar Afrika te sturen waar ze dringend behoefte hadden aan nieuwe piloten en waar, vanwege grote afstanden en slechte logistiek, een piloot meer vrijheid kreeg.
De Italianen verleenden hem de hoge Gouden medaille voor Dapperheid.

## Zelftraining en Marseilles eigen tactiek

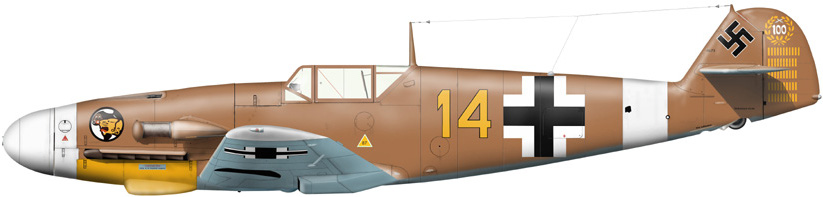
De Messerschmitt Bf 109 F-4 van Hans-Joachim Marseille

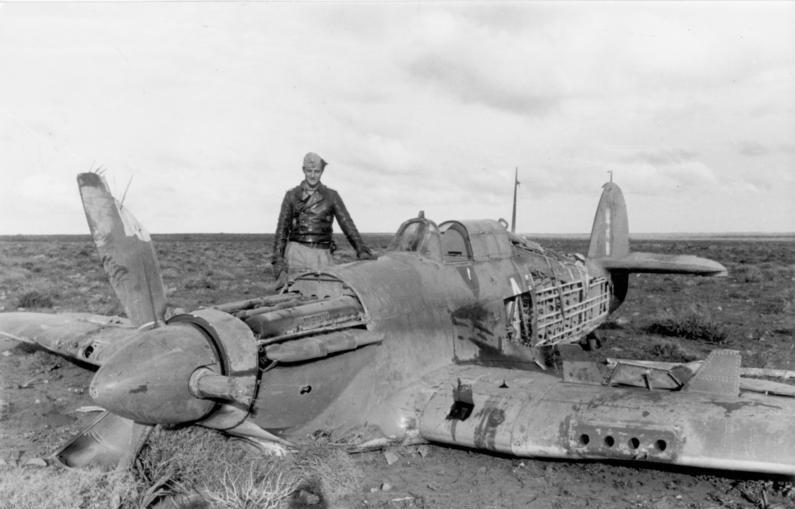
Marseille bij een afgeschoten Hawker Hurricane.

In Afrika kreeg Marseille een nieuw toestel: de Messerschmitt Bf 109F-4/Trop, een verbeterde Messerschmitt met een speciale motor bestand tegen het zand van de woestijn en een betere koeling. Ook was de Messerschmitt helemaal zandkleurig geel gespoten.
Het grootste geschenk voor de immer eigenwijze Marseille was de volledige vrijheid over zijn manier van vliegen die hij kreeg van zijn nieuwe commandant Eduard Neumann. Samen met hem ontwikkelde Marseille een geheel eigen benadering van het luchtgevecht. In zijn spaarzame vrije tijd bedacht Marseille allerlei bijzondere manoeuvres en stunts die haaks stonden op alles wat hij op de Luftwaffe-academie had geleerd.
Marseille ging altijd als volgt te werk:
- Hij viel het liefst altijd in zijn eentje een hele groep vliegtuigen aan. Hij dook van grote hoogte op een groep vliegtuigen, schoot er een paar neer, en dook naar beneden. Vervolgens klom hij razendsnel naar boven en herhaalde het kunstje opnieuw. Hierdoor ontstond verwarring en twijfel bij de vijand, hij sloeg toe en was weer verdwenen. Deze tactiek was veel gevaarlijker maar ook veel efficiënter dan het gebruikelijke concept om je eigen aantal vliegtuigen af te stellen op het aantal van de tegenstander.
- Veel piloten vlogen altijd achter hun vijand aan en schoten hem neer als de vijand in het vizier was, Marseille niet: hij kwam van boven aanvliegen, daalde naar beneden en viel ze schuin van voren vanuit de bovenhoek aan. Marseille vuurde pas als hij enkele tientallen meters van het toestel verwijderd was en het toestel het gehele vizier vulde. Hij vuurde met slechts één vuurstoot een lading kogels door de voorkant (=motor) van het toestel.
- Marseille oefende aan een stuk door, net zo lang totdat hij alle vliegmanoeuvres (looping, kurkentrekkers etc.) tot in de perfectie beheerste. Wanneer hij achtervolgd werd of in het nauw werd gedreven wist hij met een of ander trucje moeiteloos te ontkomen.
- In tegenstelling tot alle andere piloten vloog Marseille altijd zonder zonnebril waardoor zijn ogen gewend raakte aan het extreem felle zonlicht boven de Afrikaanse woestijn. Hierdoor zag hij beter dan alle andere piloten, hij kon vijandige vliegtuigen al van ver zien aankomen.

## Grote overwinningen

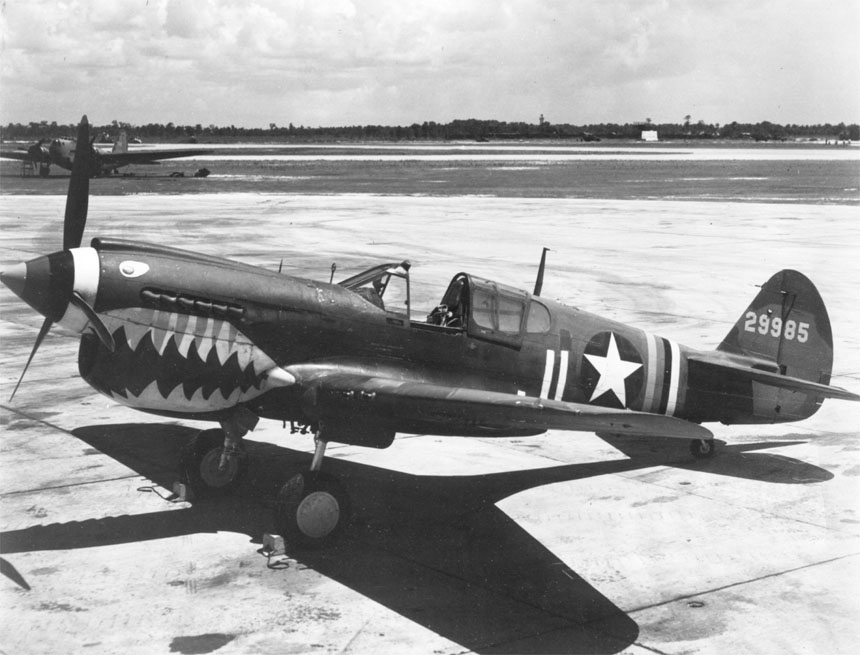
Een Curtiss P-40 Warhawk.

Nadat Marseille deze regels voor zichzelf had opgesteld raakte zijn vliegcarrière in een stroomversnelling: hij schoot aan de lopende band toestellen neer. De Duitse luchtleiders hadden in het begin nog zo hun twijfels, maar Marseille - zelfverzekerd en brutaal als altijd - zei dat hij voor 1 januari 1942 zijn vijftigste luchtoverwinning zou boeken. Zijn voorspelling kwam uit: op 3 december schoot Marseille zijn vijftigste toestel neer, naar verluidt maakte Marseille toen een uitdagende lange neus naar de Duitse generaal van de Afrika-Luftwaffe. Vervolgens ging Marseille de weddenschap aan dat hij voor juni 1942 honderd toestellen op zijn naam zou hebben staan, en de geschiedenis herhaalde zich.
Intussen was Marseille onderscheiden met het Ridderkruis, waarna er vervolgens eikenbladen en zwaarden werden toegevoegd. 
In augustus en begin september 1942 schoot hij 56 toestellen neer. Op 1 september alleen al claimde hij zeventien vliegtuigen te hebben neergehaald. Niet al zijn overwinningen konden echter worden bevestigd en uiteindelijk zijn slechts dertien van zijn slachtoffers op die datum geïdentificeerd. Dit was een wereldrecord aan het Westelijk Front (alleen Emil Lang, een andere Duitse piloot, wist in Oekraïne op één dag achttien Russische vliegtuigen neer te halen). Hierna kreeg Marseille diamanten toegevoegd op de eikenbladen en zwaarden van zijn ridderkruis. Ook werd hij bevorderd tot kapitein, waarmee hij met een leeftijd van slechts 22 jaar, de jongste kapitein in de Duitse strijdkrachten was.

## Ongeluk
Marseille vloog op 30 september voor een verkenningsvlucht boven de woestijn. Toen hij terug wilde keren sprong de leiding van de koelvloeistof kapot. De motor werd niet meer gekoeld, raakte oververhit en op slechts enkele kilometers van de basis besloot Marseille uit zijn vliegtuig te springen.
Marseille had de parachutesprong makkelijk kunnen overleven ware het niet dat hij, tijdens de sprong, met zijn hoofd de staartvin van zijn toestel raakte. Marseille verloor hierdoor het bewustzijn en kon zijn parachute niet openen: hij stortte te pletter.

## Status
Veel historici beschouwen Marseille als de beste piloot aller tijden. Marseille heeft de meeste vliegtuigen vernietigd binnen het kortste tijdsbestek: in een carrière van slechts 18 maanden haalde hij in totaal 158 vijandige vliegtuigen neer. Dat komt neer op een gemiddelde van bijna 9 vliegtuigen per maand.
In Marseilles beste maand haalde hij 56 vliegtuigen in een maand neer. In deze maand zat ook Marseilles beste dag: op een dag vernietigde hij tijdens drie vluchten zeventien vliegtuigen. Zijn record was het gevecht waarbij hij in vijf minuten zeven vliegtuigen neerhaalde. 
Marseille is overigens niet de Duitse piloot met de meeste overwinningen, want er zijn ten minste 29 piloten die er nog meer neerschoten. Toch wordt Marseille gezien als de beste piloot omdat 154 van de 158 overwinningen gemaakt werden op eenmotorige jagers, die in technisch opzicht gelijkwaardig waren aan zijn eigen toestel.
Daarnaast behaalde Marseille al zijn overwinningen op Britse vliegtuigen, terwijl de 29 andere Duitse luchthelden vochten tegen de Russische luchtmacht, die minder goed getrainde piloten en slechtere vliegtuigen had. Marseille vocht ook boven Afrika, een gebied dat vanwege de droogte en hitte gold als het moeilijkste gebied om boven te vliegen.

## Militaire loopbaan
- Flieger: 7 november 1938[4]
- Fahnenjunker: 13 maart 1939[4]
- Fahnenjunker-Gefreiter: 1 mei 1939[4]
- Fahnenjunker-Unteroffizier: 1 juli 1939[4]
- Fähnrich: 1 november 1939[4]
- Oberfähnrich:[2] 1 maart 1941 - 1 juni 1941[4]
- Leutnant: 1 april 1941 - 22 februari 1942[4]
- Oberleutnant: 1 mei 1942[4]
- Hauptmann: 16 september 1942[4] (jongste kapitein in de Luftwaffe)

## Decoraties
- Ridderkruis van het IJzeren Kruis (nr.416) op  22 februari 1942 Leutnant en pilot in het 3./JG 27[3][4][5][6][7]
- Ridderkruis van het IJzeren Kruis met Eikenloof (nr.97) op 6 juni 1942 als Oberleutnant en pilot in het 3./JG 27[4][5][6][7]
- Ridderkruis van het IJzeren Kruis met Eikenloof en Zwaarden (nr.12) op 18 juni 1942 als Oberleutnant en Staffelkapitän van het 3./JG 27[4][5][6][7]
- Ridderkruis van het IJzeren Kruis met Eikenloof, Zwaarden en Briljanten (nr.4) op 3 september 1942 Oberleutnant en Staffelkapitän van het 3./JG 27[4][5][6]
- IJzeren Kruis 1939, 1e Klasse (9 september 1940[4][7][8]) en 2e Klasse (17 september 1940[4][7][8])
- Ehrenpokal für besondere Leistung im Luftkrieg op 19 oktober 1941 (gepubliceerd in de Ehrenliste der Deutschen Luftwaffe op 3 november 1941[4][7][8])
- Duits Kruis in goud op 24 november 1941[7][9]
- Flugzeugführerabzeichen op 1 februari 1940[7][8]
- Gezamenlijke Piloot-Observatiebadge in Goud met Diamanten in augustus 1942[7][10]
- Gouden medaille voor Dapperheid op 6 augustus 1942[7][11]
- Zilveren medaille voor Dapperheid[7]
- Mouwband Kreta[8]
- Mouwband Afrika op 7 juli 1943 (postuum)[7]
- Gesp voor Gevechtsvluchten aan het Front voor jachtvliegers in goud met getal "300"[7][10]
- Hij werd zes maal genoemd in het Wehrmachtsbericht. Dat gebeurde op:
- 4 juni 1942[7][12]
- 12 juni 1942[7][13]
- 18 juni 1942[7][14]
- 4 september 1942[7][15]
- 16 september 1942[7][16]
- 1 oktober 1942[7][17]

- Bibliothèque nationale de France: cb17149338t (data)
- Gemeinsame Normdatei: 118731203
- International Standard Name Identifier: 0000 0003 8594 8118
- Library of Congress Control Number: n97045980
- Nationale Bibliotheek van Tsjechië: xx0273426
- Nationale Bibliotheek van Israël: 987007434040405171
- Nationale Bibliotheek van Polen: a0000002957477
- Virtual International Authority File: 149677315
- WorldCat: E39PBJcc8Mr4MbJHjMq9Xjvrbd